# الدر النضيد في إخلاص كلمة التوحيد
الدر النضيد في إخلاص كلمة التوحيد أحد كتب التوحيد والعقيدة من تأليف محمد الشوكاني (1173 هـ، 1759 - 1250 هـ، 1834). الكتاب هو إجابة لسؤال مفاده حكم التوسل بالأموات الفضلاء والأحياء وتعظيم قبورهم مقدرتهم في قضاء الحوائج. قال الشوكاني في مقدمة كتابه:
| الدر النضيد في إخلاص كلمة التوحيد | وحاصل السؤال هو: عن التوسل بالأموات المشهورين بالفضل، وكذلك الأحياء، والاستعانة بهم ومناجاتهم عند الحاجة، من نحو: على الله وعليك يا فلان، وأنا بالله وبك، ومايشابه ذلك، وتعظيم قبورهم واعتقاد أن لهم قدرة على قضاء حوائج المحتاجين، وإنجاح طلبات السائلين، وما حكم من فعل شيئًا من ذلك؟ وهل يجوز قصد قبور الصالحين لتأدية الزيارة ودعاء الله عندها من غير استغاثة بهم؟ بل بالتوسل بهم فقط؟ | الدر النضيد في إخلاص كلمة التوحيد |

## محتوى الكتاب
- الاستغاثة: وتشمل معنى الاستغاثة والاستعانة، العلاقة بين الاستغاثة والدعاء، منزلة الاستغاثة من العبادة، الأدلة التي تبين أن الاستغاثة عبادة لله تعالى، أقسام الاستغاثة.
- الاستعانة: وتشمل تعريف الاستعانة، استعانة الأنبياء والصالحين، الاستعانة عبادة بالكتاب والسنة، أنواع الاستعانة، الاستعانة بدعاء الصالحين، أقسام الناس في الاستعانة.
- الأسئلة: وتشمل الفرق بين الاستعانة والاستغاثة، بيان العلة في تقديم (إياك نعبد) على (إياك نستعين)، حكم طلب الاستعانة بالطبيب، حكم طلب الاستعانة من شخص غني، حكم الغش في الامتحانات.
- الشفاعة: وتشمل بيان مفهوم الشفاعة، ضوابط وشروط الشفاعة، أقسام الشفاعة، الشفاعات الخاصة بنبينا محمد صلى الله عليه وسلم، الشفاعة العظمى الشفاعة لفصل القضاء بين الخلائق، شفاعة النبي لعمه أبي طالب، شفاعة في دخول أهل الجنة الجنة، الشفاعات العامة التي يشترك فيها الملائكة والمرسلون والمؤمنون، الشفاعة لمن يستحق دخول النار ألا يدخلها، الشفاعة لقوم دخلوا النار أن يخرجوا منها، الشفاعة لأهل الجنة في زيادة درجاتهم، منكرو الشفاعة والرد عليهم.
- التوسل: وتشمل معنى التوسل، أنواع التوسل، التوسل المشروع، التوسل بالله، توسل العبد بأعماله الصالحة وأقواله وأحواله، التوسل بدعاء الصالحين، أمثلة على التوسل المشروع من الكتاب والسنة، التوسل الممنوع، التوسل الشركي، التوسل البدعي، حكم التوسل بجاه النبي، التوسل بدعاء الأموات، مذهب أهل السنة في التوسل بدعاء الأموات ومناقشة رأي المجيزين، شبهة والرد عليها.
- التبرك: وتشمل معنى التبرك، اتصاف الله بصفة البركة، جواز إطلاق البركة على بعض الأماكن، جواز إطلاق البركة على بعض الأشخاص، أنواع التبرك، التبرك الممنوع وبيان رده، التبرك المشروع، التبرك بذوات الصالحين، حكم التبرك بذات النبي وآثاره، الأدلة على جواز التبرك بذات النبي، القائلون بجواز التبرك بآثار الصالحين وأدلتهم الأثرية والنظرية، القائلون بعدم جواز التبرك بآثار الصالحين غير النبي وأدلتهم، ردود المانعين من التبرك بالصالحين على المجيزين له، حكم التبرك بدعاء الصالحين وعلمهم وعبادتهم، حكم التبرك بقبر النبي.
- التمائم: وتشمل تعريف التميمة، حكم التميمة، حكم من تعلق تميمة، حكم تعليق التمائم المكتوب فيها آيات وأذكار، الرقية الشرعية وتعريفها، التداوي بالرقية، الرقية من العين، حكم الرقية، أنواع الرقية، الرقية المباحة وصورها، شروط الرقية الشرعية المباحة، الرقية المحرمة، مسألة الاسترقاء ينافي التوكل أو لا ينافيه وأدلة الفقهاء في ذلك، الترجيح بين القولين والرد على أدلة القول المرجوح، حكم أخذ الأجرة على الرقية، الترجيح بين القولين والرد على أدلة القول المرجوح.
- الذبح لغير الله: وتشمل حكم الذبح لغير الله، تعريف الذبح، أهمية الذبح لله تعالى، الذبح لله تعالى من أجل العبادات وأدلة ذلك، وجوه الدلالة في قوله تعالى: (قل إن صلاتي ونسكي ومحياي ومماتي لله رب العالمين)، أنواع الذبح لله سبحانه، تقسيم الذبح إلى ذبح توحيد وذبح شركي، الحلف بغير الله.
- حكم الحلف بغير الله: وتشمل تعريف القسم لغة وشرعًا، أقسام القسم، الحكمة من قسم الله بالمخلوق، أنواع القسم من المخلوق، القسم المباح، القسم المحرم، القسم الشركي، أنواع القسم الشركي، حكم الكفارة على القسم الشركي، حكم الحلف بالطلاق، الاستثناء في اليمين، حكم الحلف بـ لعمري.
- تحريم اتخاذ القبور مساجد: وتشمل النهي عن اتخاذ القبور مساجد، سد الذرائع قاعدة من قواعد الشرع، النهي عن الغلو، النهي عن التشبه بالكفار، حكم زيارة القبور، أنواع زيارة القبور، الزيارة المستحبة، الزيارة البدعية، الزيارة الشركية، حكم الصلاة في المساجد التي فيها قبور، حكم الصلاة في المسجد الذي في مؤخرته قبر، حكم الصلاة في المسجد الذي في قبلته قبر، حكم إدخال القبور في المساجد، حكم بناء المساجد على القبور.[2]